# Garkaz
Garkaz (persiska: Moḩammad Āleq, محمد آلق, گرکز) är en del av en befolkad plats i Iran.   Den ligger i provinsen Golestan, i den norra delen av landet, 300 km nordost om huvudstaden Teheran. Antalet invånare är 388.
Terrängen runt Garkaz är mycket platt. Runt Garkaz är det ganska tätbefolkat, med 207 invånare per kvadratkilometer. Närmaste större samhälle är Gorgan, 19,1 km söder om Garkaz. Trakten runt Garkaz består till största delen av jordbruksmark.